# سکات‌اونگ‌بی
اسکاتونگ‌بی (به سوئدی: Skattungbyn) یک منطقهٔ مسکونی در سوئد است که در بخش اوشا در شهرستان دالارنا واقع شده‌است. اسکاتونگ‌بی ۱٫۴۳ کیلومتر مربع مساحت و ۲۹۵ نفر جمعیت دارد.